# Teatrul „Ion Creangă” din București
Teatrul Ion Creangă este un teatru pentru copii din București, înființat în 24 decembrie 1964. Sediul inițial al teatrului a fost în Piața Lahovari, până în anul 1976, an în care teatrul se mută în noul sediu din Piața Amzei. Prima piesă montată pe scena teatrului, chiar în ziua înființării, a fost Harap Alb, în regia lui Ion Lucian.

## Proiecte derulate

### Training on stage (2004- 2007)
Reprezintă un proiect european de cercetare în cadrul căruia Teatrul Ion Creangă a participat în calitate de partener în cadrul programului Leonardo II, impreuna cu Fondatione Aida; EUnetART; Carrousel - Theater an der Parkaue; Agecif Training Centre; Agis Delegazione Interregionale delle tre Venezie; National Theatre from UK, Education and Training Department; ICIMSS. Proiectul și-a propus să realizeze un model de formare profesională adresat tinerilor angajați în stagii de pregătire în domeniul artei spectacolului de teatru.

### Invățarea toleranței, spectatori pentru non-discriminare (2004- 2005)
Proiect inițiat de Fundația „Chance for Life” în parteneriat cu Teatrul Ion Creangă și fundatiile Parada, Estuar, Prietenii Copiilor, cu scopul de a folosi teatrul-forum ca instrument de sensibilizare și conștientizare a publicului față de formele de discriminare la care sunt expuse persoanele aflate în risc de excluziune socială. Din octombrie 2006, proiectul s-a extins la nivel național. În acest sens, au fost susținute spectacole în câte 10 școli din fiecare oraș, fiind implicați 3000 de elevi spectatori. În cadrul acestui proiect, Teatrul Ion Creangă a fost reprezentat de actrițele Carmen Palcu, Vera Linguraru și Marcela Andrei.

### Atelierele de teatru în limba engleză „Să facem teatru” cu Cliodhna Noonan (2008)
Proiectul „Să facem teatru!” cu Cliodhna Noonan (actrița la „Skerries Theatre Group”, Dublin) s-a desfășurat sub forma unui atelier de teatru în limba engleză, destinat copiilor între 7 și 10 ani. Obiectivele majore ale acestui proiect au fost dezvoltarea imaginației prin improvizație (copilul implicat ca actor și spectator deopotrivă), dezvoltarea creativității prin lucrul în echipă, încrederea în sine, precum și experimentarea metodelor și mijloacelor artistice specifice spectacolului de teatru pentru copii.

### Teatru ABC (2008- 2009)
Regizoarea Magda Bordeianu Brandsdöfer, fondatoarea Teatrului Podul, a revenit în România cu gândul de a crea un teatru al copiilor, în care cei mici să fie actori după modelul unui program pe care il susține la Volkstheater din Mainz, Germania, unde e director artistic. 
Pe termen lung, se urmărește stimularea capacității creatoare a copiilor prin crearea unei dramaturgii proprii, care să conducă la realizarea unor spectacole jucate de ei pe scena Teatrului Ion Creangă. Atelierul de creație teatrală se va desfășura cu trei grupe, elevi ai claselor a 4-a, a 6-a si a 7-a, cu vârste între 10 și 14 ani, la Liceul Cervantes. Prima etapa a proiectului se va finaliza în luna aprilie printr-un spectacol cu tema „Narațiunea in teatru”.

### Francofonia
Are drept obiectiv realizarea unor spectacole de teatru în limba franceză, din dramaturgia franceză. În cadrul acestui program au fost prezentate, cu premieră la Institutul Francez din Viena: L’Impromptu de l’Alma de Eugene Ionesco, în regia lui Cornel Todea; premiera la Institutul francez din București: La Farce de Maitre Pierre Pathelin, autor necunoscut; premieră în cadrul Festivalului francofoniei „Lovitura de teatru: Theatre sans animaux, spectacol coupe cu piesele Bronches, USA, Rumeurs, Monique, Exposition de Jean Michel Ribes.

### Small size, the net
Realizat în parteneriat cu Centrul pentru Educație și Dezvoltare Profesională „Step by Step” și șase teatre și asociații culturale din Europa (La Baracca Testoni Ragazzi - Italia; Théatre de la Guimbarde - Belgia; Accion Educativa - Spania; Gledališč  za otroke in mlade Ljubljana - Slovenia; Helios Theater - Germania; Polka Theatre - Marea Britanie), proiectul își propune dezvoltarea unei rețele europene pentru difuzarea artei spectacolului dedicată copiilor de până la 3 ani.

## Proiecte în curs de desfășurare

### Festivalul Internațional de Teatru pentru Copii „100, 1.000, 1.000.000 de povești"
Inițiat în 2005, Festivalul își propune să asigure vizibilitate fenomenului teatrului pentru copii, oferindu-i acestuia un cadru de reprezentare natională și internaționala, de promovare și evaluare. Este singura manifestare de acest gen organizată în București care își propune în mod programatic să se adreseze unui număr foarte mare de copii, cu vârste cuprinse între 1 și 12 ani, reprezentând categoria principală de beneficiari ai evenimentului. Festivalul se desfășoară anual și are caracter competițional. Ca recunoaștere a valorii sale, festivalul a primit titulatura de Festival ASSITEJ, Asociația Internațională a Teatrelor pentru Copii și Tineret - cea mai prestigioasă organizație mondială de profil.

### Concursul de dramaturgie 100, 1.000, un milion de povești
In anul 2007, Teatrul Ion Creangă a inițiat, împreună cu Asociația Scriitorilor din București, secția Dramaturgie și critică teatrală, Concursul de dramaturgie „100, 1.000, 1.000.000 de povești”. Teatrul Ion Creangă și-a propus, și pe această cale să stimuleze dramaturgia românească pentru copii, să sprijine autorii, oferindu-le posibilitatea de a-și face cunoscute creațiile și de a fi reprezentate pe scena Teatrului:	
Câștigatorii edițiilor de până acum au fost:	
Ediția I, 2007 - Când jucăriile spun pa! de Sânziana Popescu 	
Ediția a II-a, 2008 - Povestea copilului care a salvat poveștile de Ștefan Mitroi 	
Ediția a III-a, 2009 - Taina orașului invizibil de Victor Cilinca	
Ediția a IV-a, 2010 - Carolina și poneiul de Laurențiu Budau

### Educația Timpurie. Teatru pentru 0-3 ani
Programul Educația Timpurie. Teatru pentru 0-3 ani, inițiat în 2005 de Teatrul Ion Creangă, în parteneriat cu Centrul de Educație și Dezvoltare Profesională Step by Step, s-a născut din dorința de a promova importanța și beneficiile aplicării conceptului de Educație Timpurie realizată prin mijloacele teatrului. În cadrul programului sunt prezentate spectacole special concepute pentru copiii de până la trei ani, pentru aceștia originea tuturor experientelor și experiența lumii fiind o experiență estetică. Programul Teatrului Ion Creangă valorizează capacitatea și potențialul copilului mic de a se implica, de a participa și de a învața prin interacțiuni, demers având drept motto enunțul scriitorului francez Bernard Martino: „Bebelușul este o persoană”. Alături de ateliere de teatru și cursuri, spectacolele din cadrul acestui program se constituie într-o campanie de educare a părinților cu privire la psihologia copilului, care își creează baza viitorului caracter încă din primii ani de viață.	
Pană în prezent au fost realizate 8 producții:	
Baloane Colorate, Greierele și furnica, Cucu Bau cu Ham și Miau, LaLaLaDodo, Rotocol, Semințe-Semi, Alb și Negru și Dulapul cu vise.

### Pinocchio
In timpul stagiunii aproximativ 6 000 de copii, beneficiari ai unor fundații și centre de plasament, au acces gratuit la spectacolele teatrului. Cu prilejul unor sărbători, în parteneriat cu asociații sau companii comerciale, teatrul organizează spectacole pentru copiii institutionalizați, la sfârșitul cărora au loc întâlniri cu actorii și se oferă cadouri.

### Clubul Micului Actor
În stagiunea 2011-2012, actrițele Florina Luican, Marcela Andrei și Marioara Sterian coordonează o serie de ateliere pentru un număr de 30 copii cu vârste cuprinse între 4 și 12 ani. Exercițiile și jocurile propuse au ca scopuri principale dezvoltarea capacităților copiilor de socializare și de comunicare cu cei din jur. Prin autocunoaștere și autocontrol, copiii învață să iși folosească imaginația, intuiția și inteligența. Exercițiile sunt special create pentru fiecare copil în parte, coordonatoarea atelierului ținând cont de personalitatea acestora. Copiii participanți își descoperă aptitudinile prin exerciții de orientare, de ținută, de ritm, de vorbire (pentru o dicție și o vorbire corectă), de alternare a unor stări, de imitație și de mimare, de memorie, de atenție și vor învăța să interpreteze un text dramatic.

### Amfitrionii
Spectacolele din timpul săptămânii sunt prefațate de o introducere în lumea teatrului și a spectacolului, realizată prin intermediul unui dialog al actorilor amfitrioni cu spectatorii. Obiectivul general este de a familiariza micul spectator cu atmosfera și lumea teatrului și a-i dezvolta interesul pentru teatru.

## Premii
- 1996 Premiul pentru regie acordat lui Cornel Todea pentru spectacolul L’ Impromptu de l’Alma, de către Festivalul de Teatru Comic Scurt, de la Buzău.
- 1996 Teatrul Ion Creangă a fost nominalizat la „International Grand Prix to the Best Service and Quality” de către revista Actualidad - the magazine of commerce and industry din Madrid.
- 1997 Teatrul Ion Creangă a fost nominalizat la „International Gold and Silver Award to Quality” de catre compania de turism AIMC, din Mexic.
- 1998 Premiul pentru întreaga activitate acordat actriței Alexandrina Halic, de către UNITER
- 2002 Premiul de debut acordat lui Radu Apostol, de către UNITER, pentru regia spectacolului Acasa, scenariul Radu Apostol, dupa Ludmila Razumovskaia. Premiul „Opera Prima” acordat lui Radu Apostol pentru regia spectacolului Acasa, de către Ministerul Culturii și Cultelor.
- 2003 Premiul Național pentru Spectacole de Teatru pentru Copii  acordat producției Pinocchio, regia lui Cornel Todea, de către Ministerul Culturii și Cultelor.
- 2004 Premiul pentru cel mai bun spectacol pentru copii acordat producției De-as fi Scufița Roșie, de Ioan Gârmacea, regia Sorana Coroama-Stanca, de catre Festivalul de Teatru de la Piatra Neamț. Premiul special pentru teatru de copii, acordat actorului Boris Petroff, de către UNITER.
- 2005 Diploma de excelență pentru prestație artistică deosebită, acordată spectacolului Inimă rece, scenariu de Banu Rădulescu, dupa W. Hauff, regia Sorana Coroama-Stanca, de către Festivalul de Teatru de la Piatra Neamț. Premiul special pentru teatru de copii -  „40 de ani de teatru pentru copii”, acordat Teatrului Ion Creangă, de catre UNITER. Premiul pentru cel mai bun spectacol  acordat  spectacolului Harap-Alb, după Ion Creangă, regia Cornel Todea, de către Festivalul Internațional de Teatru pentru Copii „100, 1 000, 1 000 000 de povesti”, Teatrului Ion Creangă - ediția I.
- 2006 Premiul pentru cel mai bun spectacol - De-aș fi Scufița Rosie, scenariu de Ioan Gârmacea, după Charles Perrault, regia Sorana Coroama-Stanca, acordat de Festivalul Internațional de Teatru pentru Copii „100, 1 000, 1 000 000 de povești”, ediția a II-a, Teatrului Ion Creangă. Premiul special pentru teatru de copii, acordat actorului Lucian Ifrim, de către UNITER.
- 2007 Premiul special pentru teatru de copii, acordat regizorului Cornel Todea, de catre UNITER. Premiul pentru decor și costume - Tigrisorul caruia ii placeau clatitele, adaptare după un scenariu scris de copii la Teatrul Baylor, Waco-Texas, regia Cornelius Pavaloi, acordat  de către Festivalul International de Teatru pentru Copii „100, 1 000, 1 000 000 de povești”, ediția a III-a, Teatrului Ion Creangă.
- 2009  Trofeul Pasărea de foc pentru Cea Mai Buna Actriță Intr-un Rol Principal este acordat actriței Ani Crețu pentru rolul Pinocchio din spectacolul Pinocchio dupa Carlo Collodi, regia Cornel Todea, acordat de juriul Festivalului Internațional de Teatru pentru Copii "Naj, Naj, Naj" din Zagreb, Croația. Marele Premiu pentru Cel Mai Bun Spectacol - spectacolul Pinocchio, în cadrul Festivalului Internațional de Teatru pentru Copii Magic Curtain, desfășurat la Targovishte, Bulgaria. Premiul pentru regie - spectacolul Alba ca Zapada si cei 7 pitici, regia Cornel Todea,  în cadrul celei de a V-a ediții a Festivalului Internațional de Teatru pentru Copii „100, 1.000, 1.000.000 de povești”.
- 2010 Premiul special al Juriului pentru complexul proiect dedicat spectacolelor pentru copii cu vârste sub trei ani Programul Educația Timpurie. Teatru pentru 0-3 ani, în cadrul celei de a VI-a ediții a Festivalului Internațional de Teatru pentru copii „100, 1.000, 1.000.000 de povești”.
- 2011 Premiul pentru scenografie - spectacolul Războiul bucatelor, de Ioan Gârmacea, regia Mihai Manolescu, scenografia Anca Pâslaru, în cadrul celei de a XII-a ediții a Festivalului Internațional de Teatru pentru Copii Magic Curtain, din Targovishte, Bulgaria. Premiul special al juriului pentru personificarea jocului - spectacolul Rotocol - este acordat actrițelor Alexandrina Halic și Anca Zamfirescu în cadrul celei de a VII-a editii a Festivalului Internațional de Teatru pentru copii „100, 1.000, 1.000.000 de povești”. Premiul pentru cel mai bun spectacol in cadrul proiectului „5 Licee 5 Teatre”, inițiat de catre ECDL România, a fost acordat Liceului Teoretic Dimitrie Bolintineanu, liceu îndrumat de către echipa Teatrului Ion Creangă.

## Conducere
Manager Teatrul Ion Creangă: Petre-Gabriel Coveșeanu
Pe perioada reabilitării sediului din Piața Amzei, activitatea teatrului se desfășoară în alte săli și spații de spectacol, programul detaliat fiind disponibil pe www.teatrulioncreanga.ro.